# Montenegro (Colombia)
Montenegro è un comune della Colombia facente parte del dipartimento di Quindío.
L'abitato venne fondato da Nicolás Cadena nel 1892, mentre l'istituzione del comune è del 4 aprile 1911.